# Ирина Фјодоровна Годунова
Ирина Федоровна (рођ. Годунова, монашко име Александра (1557 (?) - 29. октобар 1603) - сестра Бориса Годунова и супруга цара Фјодора I Ивановича, номиналног владара на руском престолу после смрти Фјодора I Ивановича. а пре избора Бориса Годунова за цара од 16. јануара до 21. фебруара 1598. године.

## Биографија
Нема података о датуму и месту њеног рођења. Са седам година је одведена у краљевске одаје и тамо је одгајана до удаје. Ирина је вероватно дошла у палату 1571. године, када је њен ујак Дмитриј Иванович Годунов добио чин чувара трона у Думи. Ирина је до пунолетства одгајана у царским одајама заједно са својим братом Борисом, који је „увек био у његовим царским светлим очима, не у доба савршенства, и од свог мудрог царског ума, царски чин и имање од вештина“.
Године 1575. Ирина је постала жена царевића Фјодора Ивановича без традиционалног краљевског статуса невесте, а њен брат је примио бојаре. Брак са Федором склопљен је по вољи цара Ивана IV Грозног и послужио је као нови корак за успон Годунова, чији се даљи утицај на Федора у великој мери заснивао на његовој љубави према Ирини. Венчање је омогућио ујак Дмитриј Иванович Годунов, царски слуга.
Ирина се бринула о болесном Ивану Грозном пре његове смрти и старала се да Годунов, упркос окрутним нападима бојара, не падне у немилост у очима умирућег. Карамзин пише да је три дана пре смрти цара Ивана Грозног, његова снаха дошла да утеши болесника, али је „од гађења побегла од његове пожудне бестидности“. Исак Маса повезује њихов сукоб са Ирининим бездетношћу: „Иван Васиљевич је желео да је његов син, по њиховом обичају, затвори у манастир и узме другу жену. Фјодор Иванович, човек кротке и љубазне нарави, који је много волео своју жену и није хтео да испуни очеву молбу, одговорио му је: „Остави је са мном, или ми одузми живот, јер не желим да је оставим.”
У случају Годунове бездетности, према тестаменту Ивана Грозног, принцеза Ирина Мстиславска је одређена за супругу цара Фјодора.

## Краљица
Смрћу Ивана Грозног 1584. године и доласком њеног мужа Фјодора, постала је краљица. Међутим, није успела да му роди наследника – њихова једина ћерка Теодосија рођена је 29. маја 1592. године и умрла је у детињству.
Ипак, краљица је остала веома значајна личност у друштвеном и политичком животу. „Ирина Годунова је, за разлику од претходних краљица, играла друштвену и политичку улогу, што је већ било у супротности са имиџом жене која је већину свог времена проводила у кули“. Она не само да је примала стране амбасадоре, већ је учествовала и на састанцима Бојарске Думе.
Сачуван је низ докумената где се име царице Ирине неочекивано појављује поред потписа цара Федора. Дописивала се са енглеском краљицом Елизабетом I Тјудор (која ју је звала „моја најдража крвна сестра“) и александријским патријархом и настојала да призна Руску православну цркву, у рангу патријаршије. Она је патријарху послала скупе дарове – а он јој је као одговор, јула 1591. године, послао део моштију св. Марије Магдалене („прст од руке“) и „круне од краљевског злата, са каменом и бисерима“.

## Пријем Патријарха
Јануара 1589. Ирина је у Златној Царичиној одаји примила цариградског патријарха Јеремију II, који је стигао у Москву да призна статус патријаршије Руској цркви и на трон постави Јова, првог руског патријарха. Патријарх је благословио краљицу и молио се да јој се додели „краљевско наслеђе плодова“. Када је завршен обред уручења поклона осталим учесницима пријема (укључујући и епископа Арсенија), краљица се, „тужна због своје неплодности“, поново обратила патријарху и свештенству које га је пратило са молбом да се ревносније моле за даривање. наследника ње и царства. Суверен Фјодор Иванович и царица Ирина испратили су патријархе до двери Златне одаје и од њих добили још један благослов..

## Преговори са Бечким двором
Почетком 1585. године Годунов је послао неколико поверљивих представника у Беч. Преговори са бечким двором били су окружени најстрожом тајношћу. „Не рачунајући на то да ће Ирина Годунова задржати престо након смрти свог мужа, Борис је тајно позвао Беч да разговарају о питању склапања брака између ње и аустријског принца и каснијег уздизања принца на московски престо. Владар није видео други начин да задржи власт. Али провод који је започео завршило се нечувеним скандалом. Цар Фјодор се опоравио и преговори су постали јавни. То је у великој мери нарушило Борисову позицију, али је успео да се извуче из ове ситуације.
Исте године је Енглез Џером Хорси, у име Бориса, послао је бабицу из Енглеске у Русију да помогне Ирини. „Још 15. августа 1585. године, Борис је послао свог трагача Хорзију са белешком у којој је хитно тражио да лекар дође „опремљен свим потребним”. Преко Хорсија, Борис се обратио најбољим енглеским лекарима за препоруке у вези са царицом Ирином, истичући да је краљица током брака често била трудна  али сваки пут је без успеха у порођају. Хорси се консултовао са најбољим лекарима у Оксфорду, Кембриџу и Лондону. Годунов агент саопштио је краљици Елизабети да је царица Ирина трудна пет месеци и замолио је да пожури и испуни свој захтев.
Крајем марта 1586. Хорси је примио писма од Елизабете  цару Федору и, са почетком пловидбе, отпловио је у Русију. Са њим су били краљевски лекар Роберт Јакоби и бабица.”. Бабица је задржана у Вологди. „Али случај је добио прерано публицитет и донео је много невоља Борису. Морао је да прибегне лукавству да спречи расправу о осетљивом питању у Бојарској Думи.  Апел на „невернике” и „јеретике” разбеснео је Борисове противнике, који су ревносно бринули о побожности и нису дозвољавали помисао да би „јеретичка докторица” (бабица) могла да олакша рођење православног кнеза. ”

## Завера
Иако је Иринин положај на двору био изузетно јак, Борисови неуспеси пружили су његовим злобницима прилику да уклоне свог најбољег помоћника. Године 1587. против Ирине је настала бојарска завера.
Предвођени Дионисијем, митрополитом московским и кнезом Шујским, завереници су хтели да захтевају од цара Федора да се разведе од своје жене, јер она још није родила наследника. Земци су дошли у палату и поднели молбу Фјодору, „да он, владар, ради рађања деце, прихвати други брак и пусти своју прву краљицу у монашки чин“. „Петиција је била једнака саборној пресуди: потписали су је регент кнез Иван Шујски и други чланови Бојарске Думе, митрополит Дионисије, епископи и вође посада - гости и трговци. Званичници су тражили тонзуру Ирине Годунове, а самим тим и смену Бориса. Учинак земшчине био је импресиван“. Али Фјодор се одлучно успротивио. 13. октобра 1586. године митрополит Дионисије је рашчињен и прогнан у Новгородски манастир Хутин. Његов „саговорник“, архиепископ Крутички Варлаам, био је затворен у новгородском Антонијевом манастиру, кнез Василиј Шујски је прогнан у Бујгород, кнегиња Марта Ивановна Татева је прогнана у Суздалски Покровски манастир.
Коначно, 29. маја 1592. рођена је једина ћерка пара Теодосија, која је, међутим, убрзо умрла. У време њеног рођења, међу људима су биле гласине да је Фјодор заправо имао сина. Захваљујући томе, у смутно време, појавили су се многи преваранти, који су се представљали као синови цара Федора.

## Удовица
Цар Фјодор Иванович је умро 7. јануара 1598. не оставивши тестамент. Током изборне борбе на Земском сабору 1598. године појавиле су се различите верзије о његовој последњој вољи. Званична верзија која је долазила од Годунових била је следећа: „Као што је наведено у одобреном писму раног издања, Федор је „направио“ своју жену Ирину за собом на престо, и „наредио“ краљевство и своју душу Борису. У коначној верзији истог писма стајало је да је цар оставио своју жену „у државама”, а за извршиоце поставио патријарха Јова и Бориса Годунова. Најпоузданији извори кажу да је патријарх узалуд подсећао Федора на потребу да именује наследника. Цар је, по обичају, ћутао и позивао се на вољу Божију. Будућност његове жене бринула га је више од будућности престола. Према речима очевидаца, Фјодор је наредио Ирини да „усвоји монашки лик“ и заврши живот у манастиру.“
Након смрти Федора И, бојари, плашећи се катастрофа међукраљевства, одлучили су да се закуну на верност Ирини. „Јов, одан Борису, послао је налог свим епархијама да целивају крст за краљицу. Дугачак текст заклетве објављен у црквама изазвао је опште запрепашћење. Поданици су били приморани да положе заклетву на верност патријарху Јову и православној вери, краљици Ирини, владару Борису и његовој деци. Под маском заклетве цркви и краљици, владар је заправо захтевао заклетву себи и свом наследнику (...) Од памтивека се у православним црквама певало „многа година краљевима и митрополитима“. Патријарх Јов није оклевао да прекине традицију и увео је службу у част Федорове удовице. Хроничари су такву иновацију сматрали нечувеном. „Прва молитва (била) за њу, царицу“, писао је један од њих, „а пре тога се ниједна краљица или велика војвоткиња нису молиле Богу за њих, ни у заносу ни у много година. Јов је покушао да утврди своје виђење Ирине као легитимног носиоца аутократске власти. Али ревнитељи побожности, а међу њима и чиновник Иван Тимофејев, означили су његове напоре као „бесрамност“ и „напад на свету цркву“
Међутим, краљичина самостална владавина није успела од првих дана. Само девет дана након мужевљеве смрти, објавила је одлуку да абдицира. На дан њене абдикације људи су се окупили у Кремљу. Званични извори су касније писали да је гомила, преплављена лојалним осећањима, у сузама тражила од удовице да остане у краљевству. У стварности, расположење народа је узнемирило власти. Холанђанин Исак Маса је нагласио да је Годунова абдикација била изнуђена: „Обичан народ, увек спреман на узбуђење у овој земљи, нагомилао се у великом броју у близини Кремља, дигао буку и позвао краљицу. „Да би избегла велику несрећу и бес“, Ирина је изашла на Црвени трем и најавила намеру да абицира. Аустријанац Михаил Шил пише да је Борис, узевши реч после своје сестре, изјавио да преузима управљање државом, а да ће му кнезови и бојари бити помоћници.

## Монаштво
Деветог дана након смрти свог мужа, 15. јануара, Ирина се повукла у Новодевички манастир и тамо се замонашила, узевши име монахиње Александра - и тако отворила пут свом брату.
Пре избора новог цара, поворка молилаца из становништва отишла је у Новодевички манастир, где се налазио Борис, у пратњи Ирине; где га је „прописно узнемирена“ гомила наговарала да прихвати круну, он је то одбио. Пре избора, „Ирина је водила кампању за свог брата међу свештенством, бојарима, трговцима и обичним људима.
Ирина је благословила свог брата за царство 21. фебруара 1598. године. Земски сабор је изабрао Бориса 17. (27.) фебруара 1598. године.
Умрла је 5 година касније 1603. године у манастиру, 2 године пре смрти свог брата.

## Сахрана
Као и све краљице, сахрањена је у Вазнесенском манастиру Московског Кремља. Године 1929-1931. манастир је уништен  а мошти су пребачене у Архангелски храм, а затим у подземну крипту.